# 27e cérémonie des European Film Awards
La 27e cérémonie des prix du cinéma européen (27th European Film Awards), organisée par l'Académie européenne du cinéma, s'est déroulée le 13 décembre 2014, à Riga (Lettonie), et a récompensé les films européens réalisés dans l'année.
Les nominations ont été annoncées le 8 novembre 2014,.

## Palmarès

### Meilleur film
- Ida  Pologne
  - Snow Therapy (Turist)  Suède  France  Norvège  Danemark
  - Léviathan (Левиафан, Leviafan)  Russie
  - Nymphomaniac - Director's Cut  Danemark  Allemagne  France  Belgique
  - Winter Sleep (Kiş Uykusu)  Turquie  France  Allemagne

### Meilleur réalisateur
- Paweł Pawlikowski pour Ida
  - Nuri Bilge Ceylan pour Winter Sleep (Kiş Uykusu)
  - Steven Knight pour Locke
  - Ruben Östlund pour Snow Therapy (Turist)
  - Paolo Virzì pour Les Opportunistes (Il capitale umano)
  - Andreï Zviaguintsev pour Léviathan (Левиафан, Leviafan)

### Meilleur acteur
- Timothy Spall pour le rôle de William Turner dans Mr. Turner
  - Brendan Gleeson pour le rôle du père James dans Calvary
  - Tom Hardy pour le rôle de Ivan Locke dans Locke
  - Alekseï Serebryakov pour le rôle de Kolia dans Léviathan (Левиафан, Leviafan)
  - Stellan Skarsgård pour le rôle de Seligman dans Nymphomaniac - Director's Cut

### Meilleure actrice
- Marion Cotillard pour le rôle de Sandra dans Deux jours, une nuit
  - Marian Alvarez pour le rôle d'Ana dans La herida
  - Valeria Bruni Tedeschi pour le rôle de Carla Bernaschi dans Les Opportunistes (Il capitale umano)
  - Charlotte Gainsbourg pour le rôle de Joe dans Nymphomaniac - Director's Cut
  - Agata Kulesza pour le rôle de Wanda Gruz dans Ida
  - Agata Trzebuchowska pour le rôle d'Ida Lebenstein dans Ida

### Meilleur scénariste
- Pawel Pawlikowski et Rebecca Lenkiewicz pour Ida
  - Nuri Bilge Ceylan et Ebru Ceylan pour Winter Sleep (Kiş Uykusu)
  - Jean-Pierre Dardenne et Luc Dardenne pour Deux jours, une nuit
  - Steven Knight pour Locke
  - Andrey Zvyagintsev et Oleg Negin pour Léviathan (Левиафан, Leviafan)

### Meilleur directeur de la photographie
- Łukasz Żal et Ryszard Lenczewski pour Ida

### Meilleur monteur
- Justine Wright pour Locke

### Meilleur chef décorateur européen
- Claus-Rudolf Amler pour Das finstere Tal

### Meilleur compositeur
- Mica Levi pour Under the Skin

### Meilleur créateur de costumes
- Natascha Curtius-Noss pour Das finstere Tal

### Meilleur ingénieur du son
- Joakim Sundström pour Les Poings contre les murs (Starred Up)

### Meilleur film d'animation
- L'arte della felicità  Italie
  - Jack et la Mécanique du cœur  France  Belgique
  - Minuscule : La Vallée des fourmis perdues  France

### Meilleur film documentaire
- Master of the Universe  Allemagne  Autriche
  - Just the Right Amount of Violence  Danemark
  - Of Men and War  France  Suisse
  - Sacro GRA  Italie
  - Waiting for August  Belgique  Roumanie
  - We Come as Friends  Autriche

### Meilleur court métrage
Les finalistes ci-dessous sont des films ayant remporté le prix du meilleur court métrage dans l'un des festivals de cinéma européens (indiqué entre parenthèses).
- The Chicken  Allemagne  Croatie (Festival du film de Bristol)
  - Panique au Village : La Bûche de Noël  France  Belgique (Festival international du film de Vila do Conde)
  - The Chimera of M.  Royaume-Uni (Festival international du film de Rotterdam)
  - Dinola (დინოლა)  Géorgie (Festival du film de Grimstad)
  - Fal  Hongrie (Festival du film de Tampere)
  - Hätäkutsu  Finlande (Festival du film de Sarajevo)
  - Hvalfjörður  Islande  Danemark (Festival international du film de Flandre-Gand)
  - Ich hab noch Auferstehung_  Allemagne (Festival international du court métrage de Drama)
  - Lato 2014  Pologne (Festival du film de Cracovie)
  - The Missing Scarf  Irlande (Festival international du film de Valladolid)
  - Pat-Lehem (פת לחם)  Israël (Festival international du film de Venise)
  - Pequeño bloque de cemento con pelo alborotado conteniendo el mar  Espagne  Équateur (Festival du film de Cork)
  - Pride  Bulgarie  Allemagne (Festival international du court métrage de Clermont-Ferrand)
  - Shipwreck  Pays-Bas (Festival international du film de Locarno)
  - Taprobana  Portugal  Sri Lanka  Danemark (Festival international du film de Berlin)

### Meilleure comédie
- La mafia tue seulement en été (La mafia uccide solo d'estate)  Italie
  - Carmina y amén  Espagne
  - Un week-end à Paris (Le Week-End)  Royaume-Uni

### People's Choice Award
Prix du public, voté sur Internet du 1er septembre au 31 octobre 2014.
- Ida  Pologne
  - La Belle et la Bête  France  Allemagne
  - Deux jours, une nuit  France  Belgique
  - Nymphomaniac - Director's Cut  Danemark  Allemagne  France  Belgique
  - Philomena  Royaume-Uni
  - Le Vieux qui ne voulait pas fêter son anniversaire (Hundraåringen som klev ut genom fönstret och försvann)  Suède

### Discovery of the Year - Prix FIPRESCI
Prix décerné par la fédération internationale de la presse cinématographique.
- The Tribe (Плем'я, Plemya)  Ukraine  Pays-Bas
  - '71  Royaume-Uni
  - 10.000 km  Espagne
  - La herida  Espagne
  - Party Girl  France

### Achievement in World Cinema Award
- Steve McQueen  Royaume-Uni[3]

### Lifetime Achievement Award
- Agnès Varda  France[4]

### Young Audience Award
Des votants de 12 à 14 ans ont voté pour élire le meilleur film de l'année lors d'une projection des trois films nommés.
- Spijt!  Pays-Bas[6]
  - MGP missionen  Danemark
  - Ostwind - Zusammen sind wir frei  Allemagne

## Statistiques

### Nominations multiples
5 : Ida
4 : Léviathan, Locke
3 : Nymphomaniac, Winter Sleep
2 : Deux jours, une nuit, Force majeure, La herida, Les Opportunistes